# Vanessa Le Charlès
Vanessa Le Charlès est une soprano lirico spinto française. 

## Biographie
Elle obtient son Prix avec mention très bien au CNSMD de Paris en 2006. La même année, elle est sélectionnée pour le fameux concours international Placido Domingo. Durant ses études, elle est la nouvelle prieure dans Dialogues des Carmélites de Poulenc, Donna Elvira dans Don Giovanni de Mozart en Suisse et Donna Eleonora dans un Opéra de Salieri dirigé par Laurence Equilbey. 
Depuis 2007, elle se produit régulièrement à La Péniche Opéra : La Forêt bleue de Louis Aubert, La Colombe de Charles Gounod… Elle est l’invitée de Gaëlle Le Gallic dans La Cour des grands sur France Musique. On a pu l’entendre en concert, avec l’ONPL, l’orchestre des Pays de Savoie, L’orchestre de Bretagne, au Festival de Davos en Suisse, à l’Opéra de Limoges et récemment en 2009 et 2010 avec l’orchestre d’Ile-de-France (IDF, Salle Pleyel). 
En 2008, en Hongrie, dans une production de l’Opéra de Rennes, elle passe sur Mezzo TV dans le rôle de Malwina dans Der Vampyr de Marschner. En 2010, elle est Dido dans Dido and Aeneas de Purcell au Théâtre Roman en Suisse, de nouveau Donna Elvira dans la leçon d'opéra de Jean-François Zygel sur Don Giovanni de Mozart au Théâtre du Châtelet, elle interprète des Scènes Lyriques de Berlioz à l'Opéra de Nancy. 
Depuis fin 2010, elle fait partie de la troupe du Nouveau Studio de l'Opéra de Lyon, sous la direction de Jean-Paul Fouchécourt. Elle se produit dans Vous qui savez... ou ce qu'est l'amour. Fin 2015 Jean-Louis Pichon lui fait incarner Tosca à l'Opéra de Saint-Etienne dans une mise en scène de Louis Désiré. En juin 2016, elle est invitée par l'Opéra de Marseille à incarner la suivante dans Macbeth de Verdi. En 2018 elle incarne Brünnhilde dans une création conçue pour un public d'adolescents, la fantaisie musicale de Peter Larsen, sous la direction musicale de Philippe Béran et la mise en scène de Julien Ostini, dans des décors et costumes de Bruno de Lavenère. 